# Mesophyllum nitidum
Mesophyllum nitidum (Foslie) Adey, 1970  é o nome botânico  de uma espécie de algas vermelhas  pluricelulares do gênero Mesophyllum, subfamília Melobesioideae.
- São algas marinhas encontradas no Japão.

## Sinonímia
- Não apresenta sinônimos.